# Belchen-System

Das Belchen-System

Das Belchen-System ist eine Spekulation zu fünf Bergen mit dem Namen Belchen im Dreiländereck Deutschland-Frankreich-Schweiz, das den Kelten als Sonnenkalender gedient haben soll. Es handelt sich um eine Erweiterung des Belchen-Dreiecks.

## Geographische Beschreibung
Das Zentrum des Belchen-Systems befindet sich auf dem südlichsten Berg der Vogesen, dem Elsässer Belchen (1247 Meter). Genau in östlicher Richtung befindet sich der 73 Kilometer entfernte Schwarzwälder Belchen (1414 Meter), der nur 167 Meter höher ist und über dem somit die Sonne an den Tagen der Tagundnachtgleiche aufgeht, also am Frühlingsanfang und am Herbstanfang. Auch umgekehrt geht die Sonne an diesen beiden Tagen vom Schwarzwälder Belchen aus gesehen über dem Elsässer Belchen unter.
Zur Sommersonnenwende geht die Sonne vom Elsässer Belchen aus gesehen über dem 27 Kilometer nordöstlich gelegenen, geringfügig höheren Kleinen Belchen (1272 Meter) und zur Wintersonnenwende über dem 88 Kilometer entfernten südöstlich gelegenen Schweizer Belchen (1099 Meter) auf. Somit können vom Elsässer Belchen aus die Anfänge aller vier astronomischen Jahreszeiten bestimmt werden.
Über dem 21 Kilometer nordöstlich gelegenen höchsten Berg der Vogesen, dem Großen Belchen (1424 Meter), geht die Sonne am 1. Mai auf, was zeitlich mit dem Abendletzt des Kalendergestirns der Plejaden übereinstimmt, bevor diese für vierzig Tage im Sonnenlicht verschwinden.
Die Region des Belchen-Systems ist heute unter dem Namen Regio Basiliensis, aber auch Oberrhein, Dreiland oder RegioTriRhena bekannt.

Sonnenaufgänge vom Elsässer Belchen aus
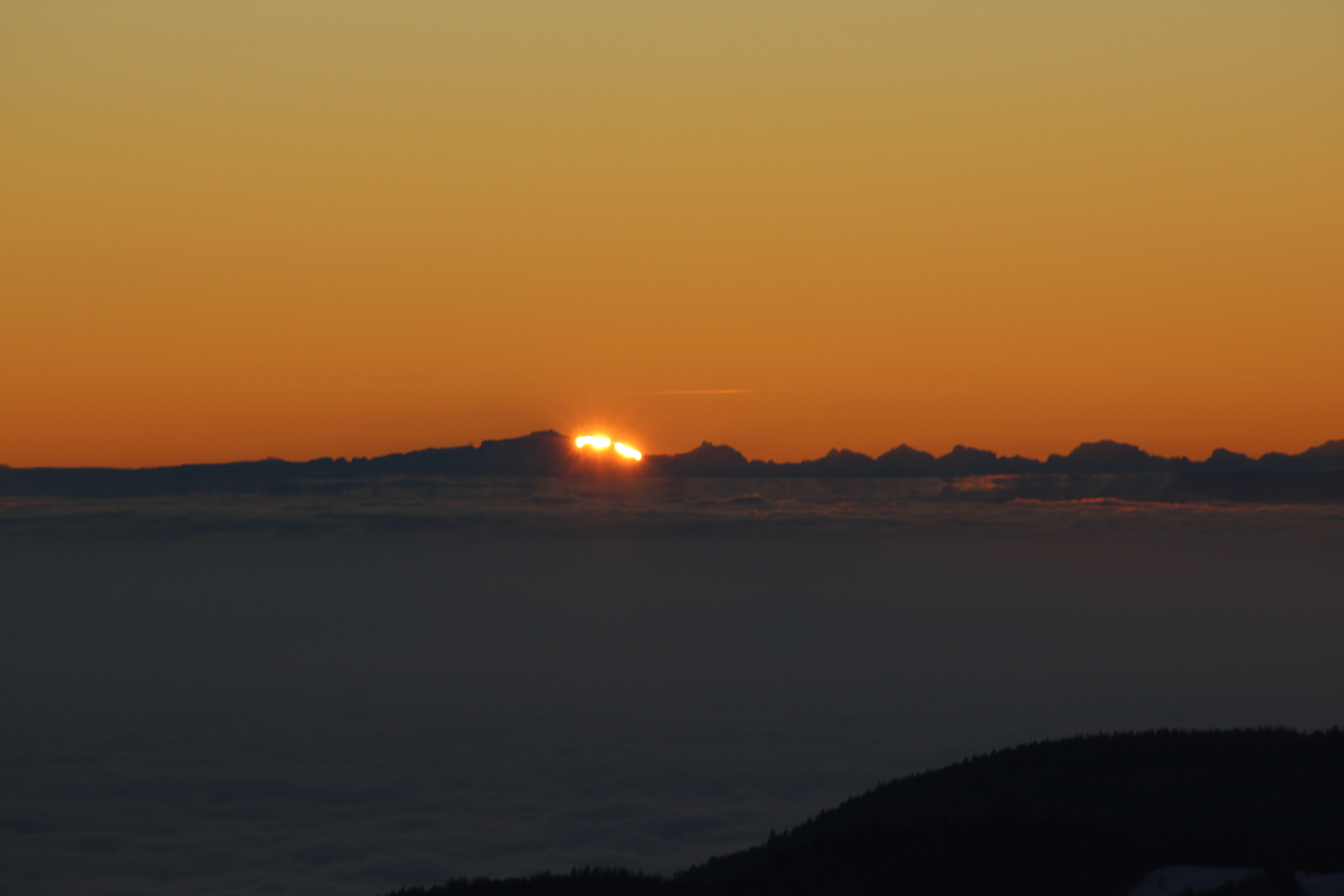
An der Schweizer Belchenfluh zur Wintersonnenwende
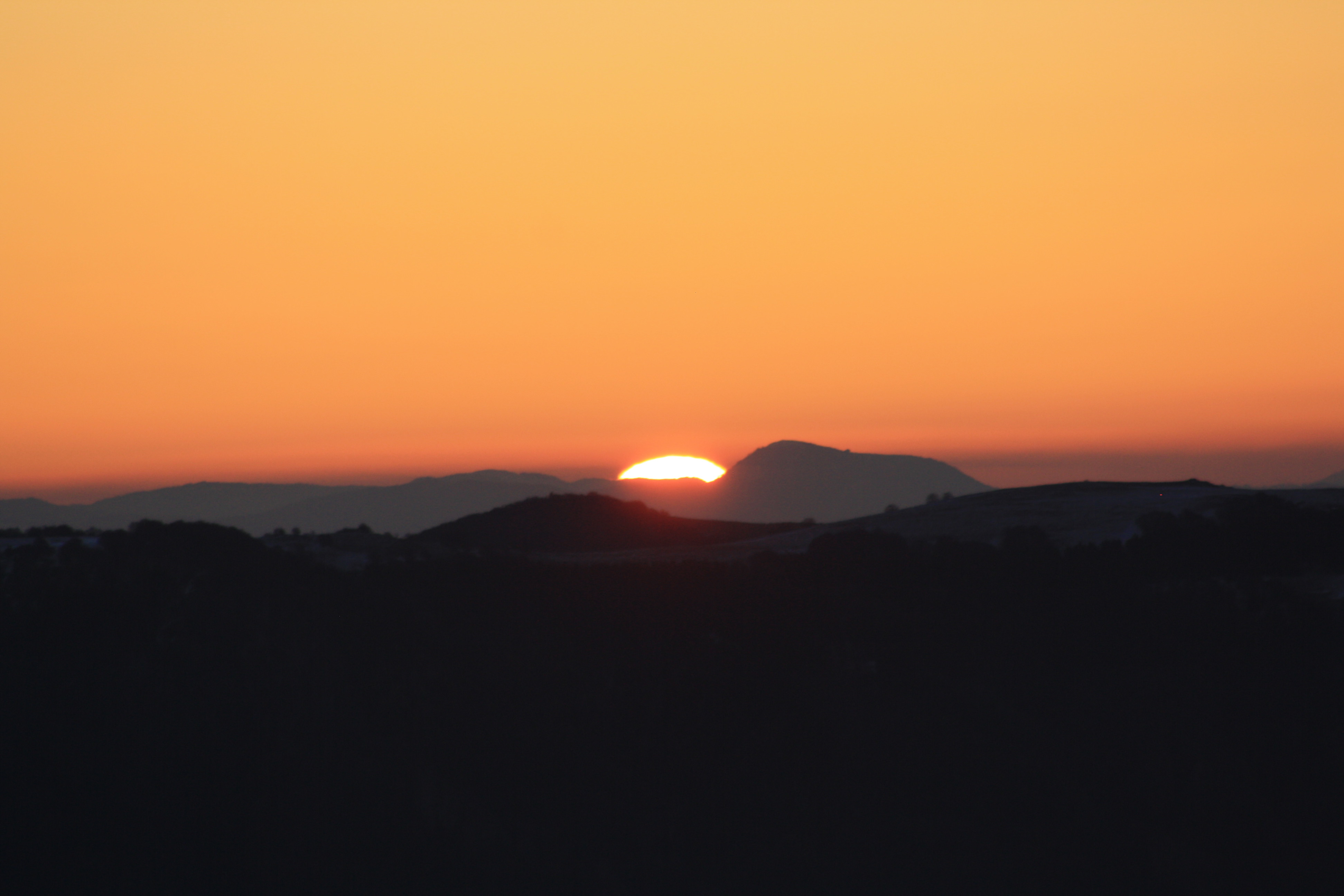
Am Schwarzwälder Belchen zur Tagundnachtgleiche
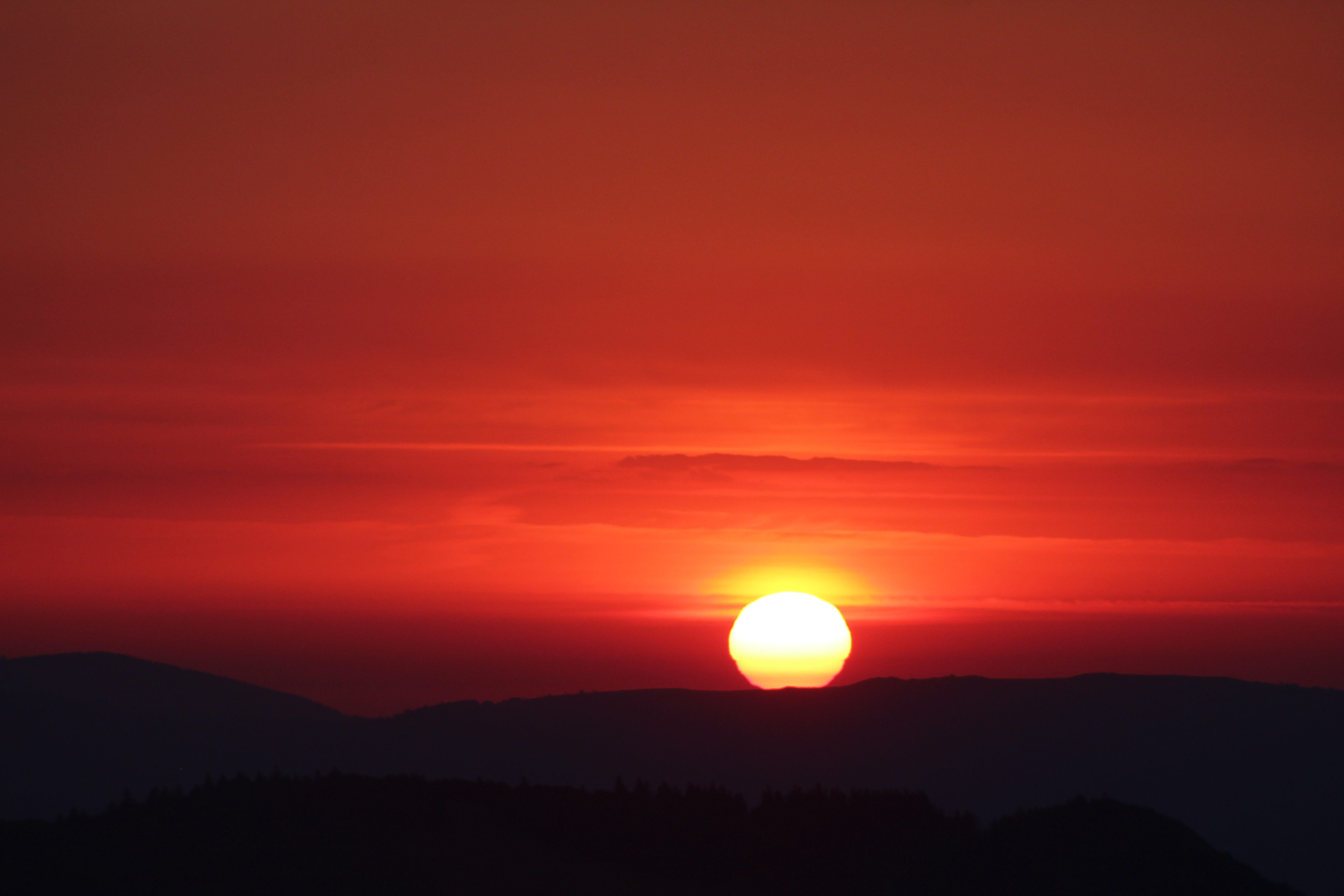
Am Kleinen Belchen (Petit Ballon) zur Sommersonnenwende
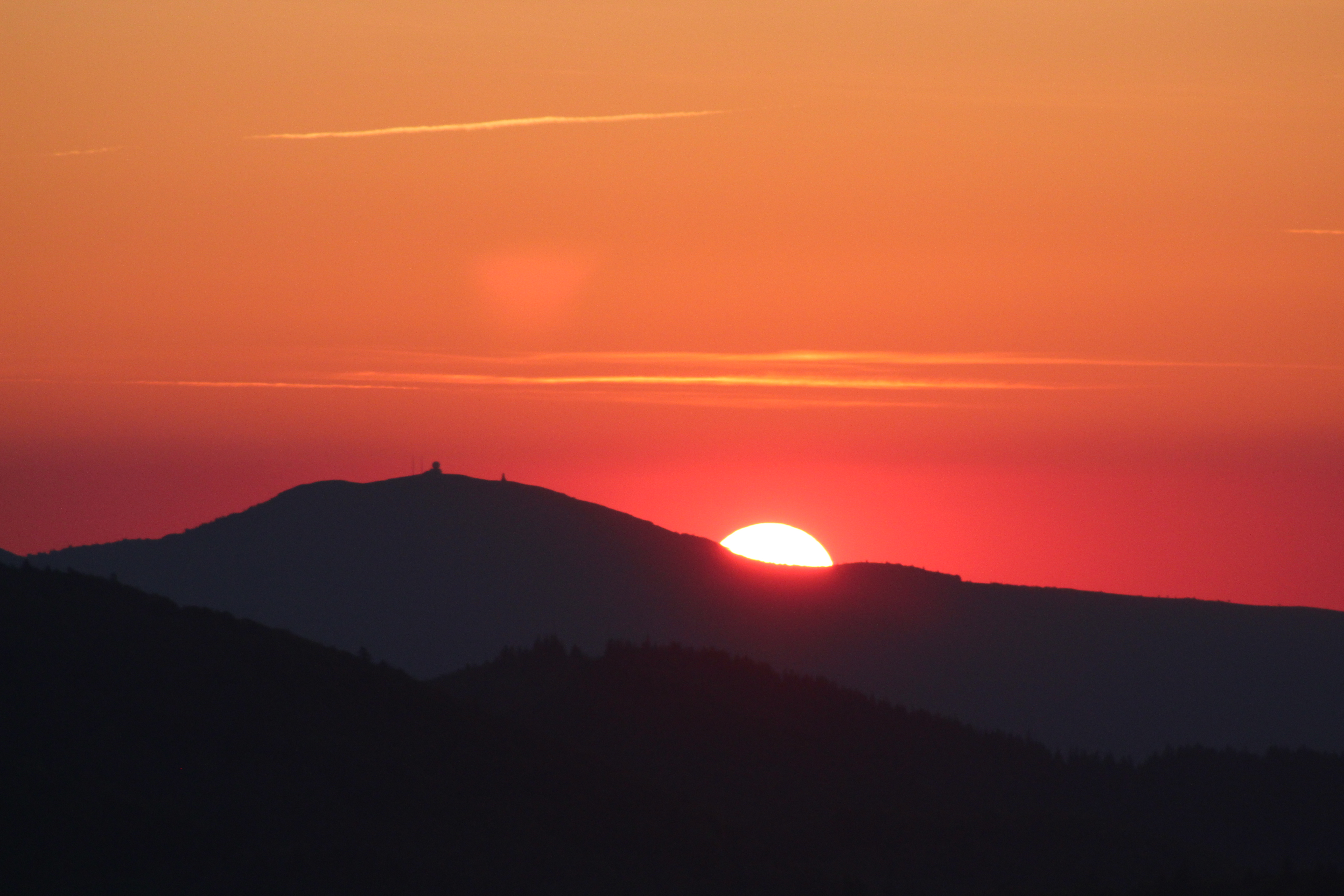
Sonnenaufgang hinter dem Grand Ballon

Die Berge des Belchen-Systems
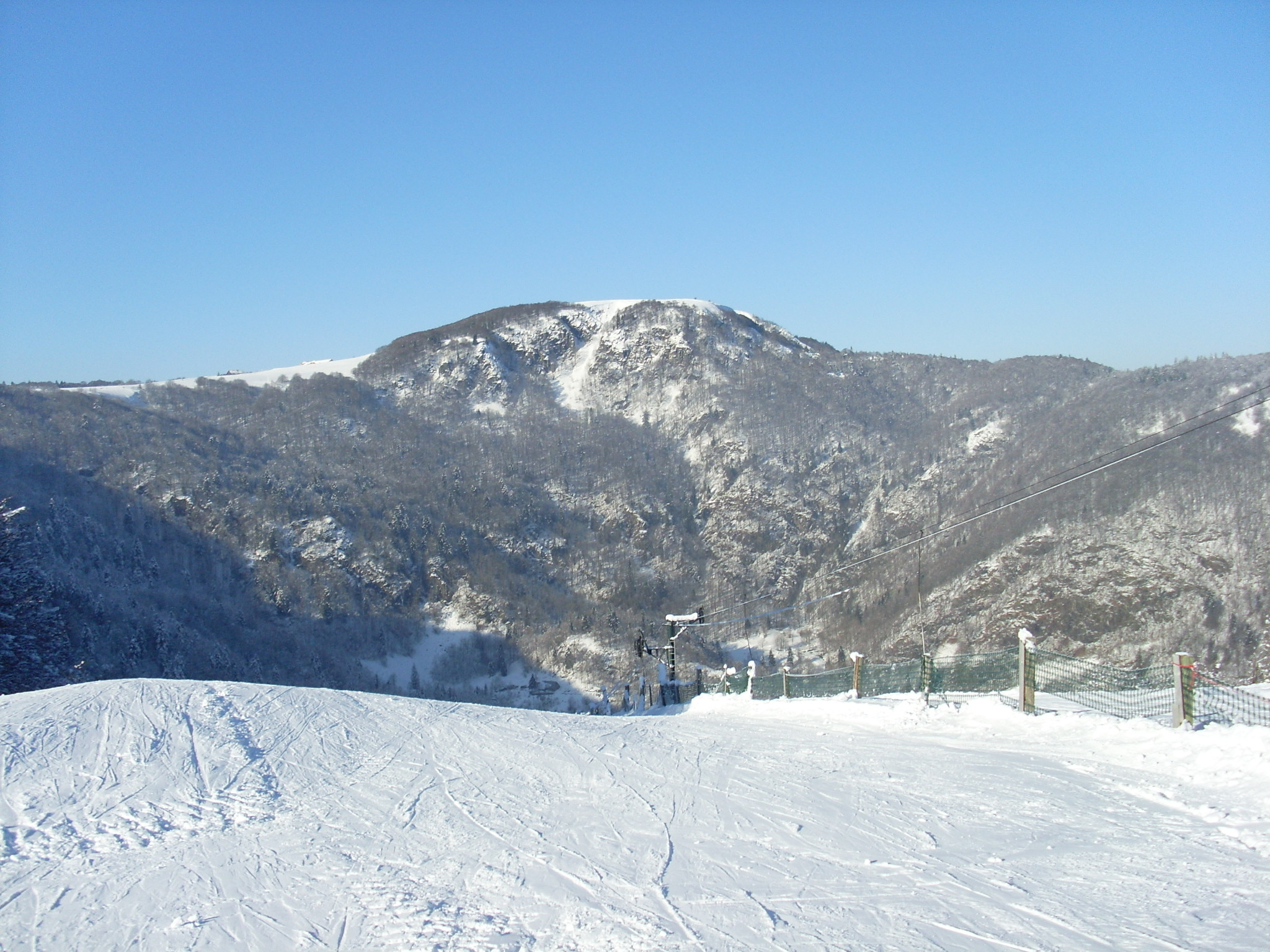
Elsässer Belchen in den Vogesen
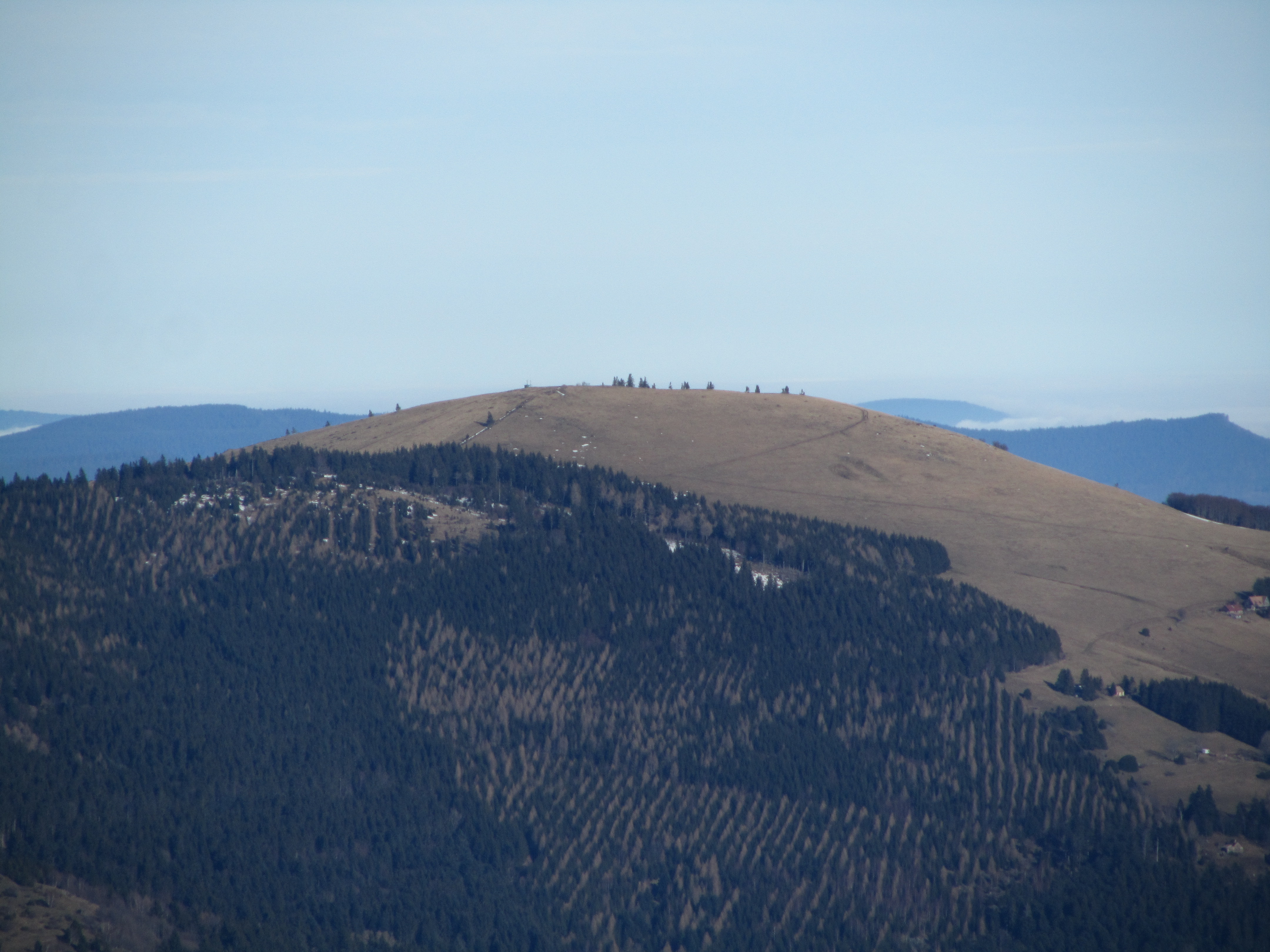
Kleiner Belchen in den Vogesen
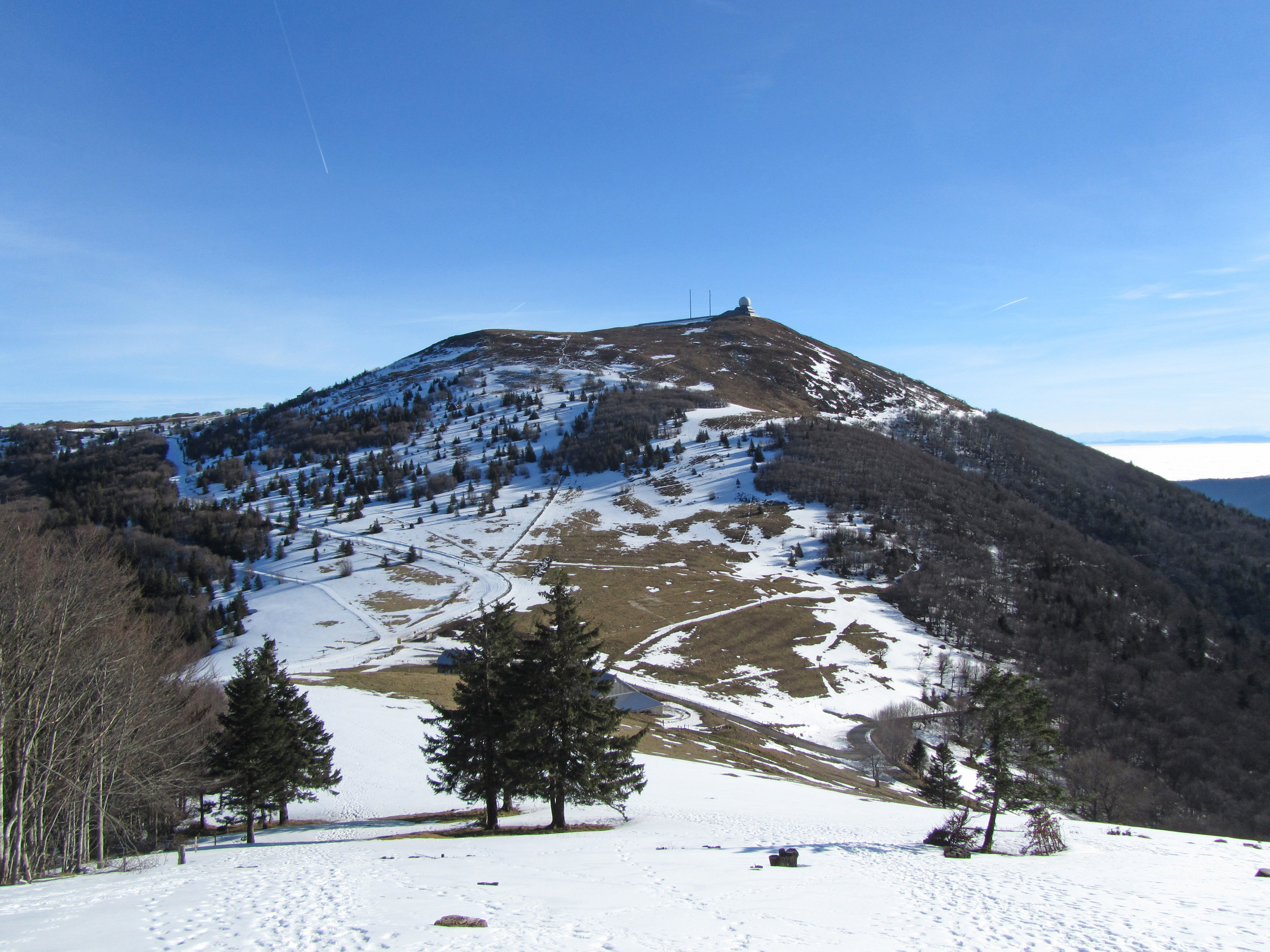
Großer Belchen in den Vogesen
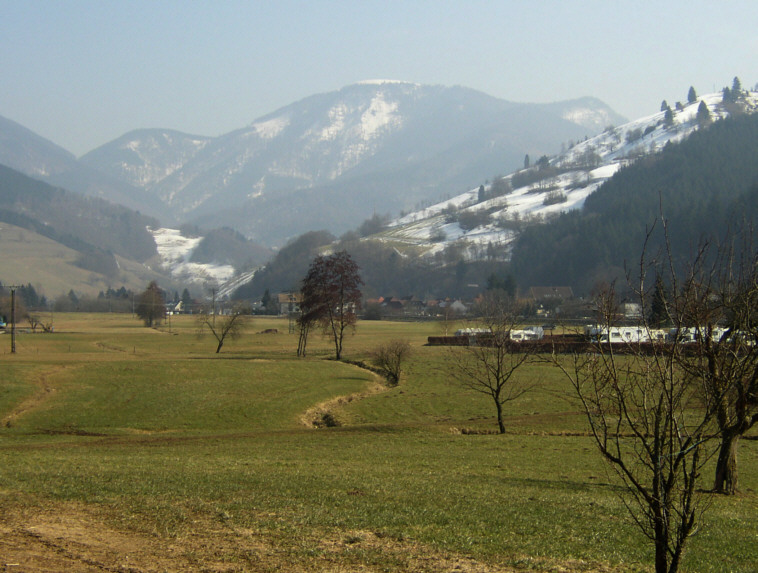
Belchen im Schwarzwald
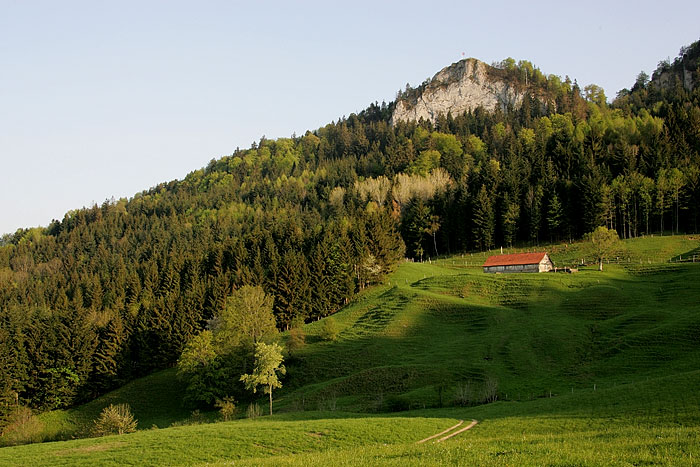
Belchen(-fluh) im Schweizer Jura

## Deutung
Die Heimatforscher Walter Eichin und Andreas Bohnert haben diese Zusammenhänge zwischen den fünf Belchen Mitte der 1980er Jahre entdeckt und veröffentlicht. Da die Wahrscheinlichkeit gering ist, dass genau diese fünf Berge unabhängig von diesen Sachverhalten zufällig Belchen heißen, haben sie die Namensgebung der Belchen mit dem Gott des Lichtes der Kelten, dem Belenus, in Verbindung gebracht. Belenus wurde von den Römern in der Antike mit Apollon, dem Gott des Lichtes und des Frühlings, gleichgesetzt, und der Feiertag Beltane des Belenus ist der 1. Mai, genau der Tag im Jahr, an dem die Sonne vom Elsässer Belchen aus gesehen über dem größten Berg der Vogesen, dem Großen Belchen, aufgeht. Beltane (Cétsamuin „der erste Sommerliche“) wurde als Beginn der schönen Jahreszeit beziehungsweise des Sommers gefeiert.
Der Basler Kantonsarchäologe Rolf d’Aujourd’hui hat in den 1990er Jahren diese Beobachtungen aufgegriffen und weitergehend untersucht. Dabei fand er weitere geographische Bezüge und auch entsprechende Beziehungen zu den keltischen Feiertagen Imbolg am 1. Februar und Samhain am 1. November. Ähnliche Peilachsen für Mond-Konstellationen sollen gegeben sein, so das Blauen-Dreieck in derselben Region. Durch Permutation von Belchen- und Blauen-Stützpunkten ergibt sich unter anderem ein Kreuzungspunkt bei Basel, der genau die ehemalige keltische Siedlung und zeitweilige Ausgrabungsstätte Basel-Gasfabrik markiert – so lautet zumindest eine Theorie. Weitere Ansätze für eine Bedeutungsrekonstruktion beziehen auch Berge wie den Petit (Kahler Wasen), Grand Ballon de Servance und Ballon St. Antoine sowie andere Gipfel mit ein.
Da die Kelten kaum schriftliche Zeugnisse hinterlassen haben, sind diese Sachverhalte historisch oder archäologisch nicht nachweisbar. Das Belchen-System stand den vor über 2000 Jahren in der Region ansässigen Kelten zur kalendarischen Bestimmung der Tagundnachtgleichen und der Sonnenwenden zur Verfügung und könnte mit dem damaligen geometrischen Handwerkszeug genutzt worden sein.
Für steinzeitliche Kalender oder zum Beispiel mit der Himmelsscheibe von Nebra in der Bronzezeit waren astronomische Beobachtungen schon vor der Antike gängig. Die Kenntnis des Sonnenjahres und das Führen von Keltischen Kalendern, wie beispielsweise dem Kalender von Coligny, waren für die Kelten Bestandteil ihrer Kultur.
Um 2010 nahm eine mit der Universität Basel assoziierte Forschungsgruppe bestehend aus Christine Hatz und Rolf d’Aujourd’hui die Untersuchungen über das Belchensystem wieder auf. Ausgangspunkt war die Frage: Gibt es Hinweise, die darauf schliessen lassen, dass es sich bei den fünf Belchen um Messpunkte eines keltischen Vermessungssystems handelt? Im Fokus stand eine mathematische Rekonstruktionsanalyse der geografischen Lage der fünf Belchen, verbunden mit einer Übertragung und Einordnung des Befundes in die antike mathematische Geografie.